# بیمارستان دا ننگ
بیمارستان دا ننگ (به لاتین: Da Nang Hospital) یک بیمارستان در ویتنام است که در دانانگ واقع شده‌است.